# 760'erne f.Kr.
Århundreder: 9. århundrede f.Kr. – 8. århundrede f.Kr. – 7. århundrede f.Kr.
Årtier: 810'erne f.Kr. 800'erne f.Kr. 790'erne f.Kr. 780'erne f.Kr. 770'erne f.Kr. – 760'erne f.Kr. – 750'erne f.Kr. 740'erne f.Kr. 730'erne f.Kr. 720'erne f.Kr. 710'erne f.Kr.
År: 769 f.Kr. 768 f.Kr. 767 f.Kr. 766 f.Kr. 765 f.Kr. 764 f.Kr. 763 f.Kr. 762 f.Kr. 761 f.Kr. 760 f.Kr.